# Dol (Středozem)

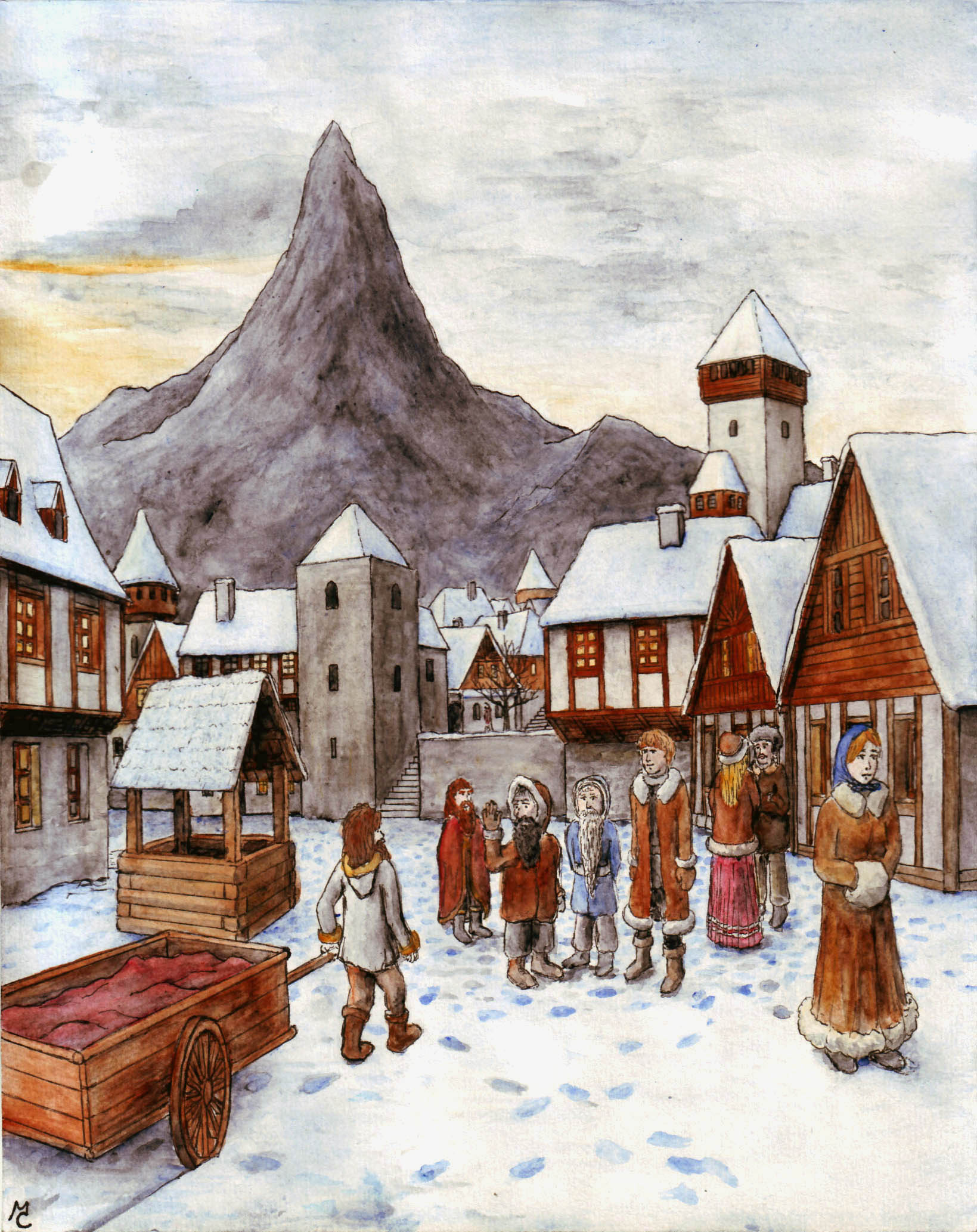
Město Dol a v pozadí Osamělá hora

Dol je město ve fiktivním světě Johna Ronalda Reuela Tolkiena Středozem. Jeho obyvatelé se živili obchodem s Ereborem.

## Geografie
Město Dol se nachází na západ od Železných hor, na východ od Temného hvozdu, na sever od Dlouhého jezera a města Esgaroth na tomto jezeře a na jih od říše trpaslíků Království pod Horou a městem Erebor pod Osamělou horou.

## Historie
Bohaté město Dol bylo v roce 2770 Třetího věku vypleněno drakem Šmakem, spolu s Ereborem za vlády pána Dolu Giriona a město je opuštěno. Drak byl zabit potomkem pána Dolu Giriona Bardem Lučištníkem, který obnovil město v roce 2944 Třetího věku.